# Grand Canyon North Rim Headquarters
La Grand Canyon North Rim Headquarters est un district historique américain situé dans le comté de Coconino, en Arizona. Protégé au sein du parc national du Grand Canyon, il est inscrit au Registre national des lieux historiques depuis le 2 septembre 1982.